# Не стреляй!
«Не стреляй!» — антивоенная песня рок-группы «ДДТ», написанная Юрием Шевчуком в 1980 году. Впервые была выпущена на магнитоальбоме Свинья на радуге в 1982 году, впоследствии перезаписывалась для альбомов Компромисс (1983) и Я получил эту роль (1988), а также выходила в сборниках. 
В песне советский воин-интернационалист расстреливает без суда молящего о пощаде невиновного мальчишку-афганца, совершая военное преступление.                                           В2000 году композиция вошла в список лучших песен русского рока в XX веке по версии радиостанции «Наше радио».

## О композиции
Юрий Шевчук написал эту песню в 1980 году, наутро после разговора со своим одноклассником Виктором Тяпиным, проходившим военную службу в Афганистане с первых дней войны. Рассказанное Тяпиным резко расходилось с тем, что передавалось о войне по телевизору. По словам Шевчука:

Первый гроб мы получили из Афганистана, мой друг Витя Тяпин привез, мой одноклассник, который там служил лейтенантом с первых дней войны. Он привёз первые гробы в Уфу, я там тогда жил. Мы всю ночь тогда с ним проговорили. А у нас тогда «дули по ящику», что мы там детские сады строим… А на самом деле там война была. Друг всю ночь мне рассказывал об этой войне. Мы выпивали, а наутро как-то написалась, вышла из меня эта песня

За эту песню сотрудники обкома партии, а также КГБ обвиняли Шевчука в том, что «непатриотично исполнять такие песни, когда советские воины-интернационалисты принимают участие в боевых действиях».
С композицией «Не стреляй!» состоялось выступление на «Золотом камертоне»; за её исполнение лидер «ДДТ» получил главный приз фестиваля. Но из телевизионной версии мероприятия это было вырезано; в качестве условия для подписания контракта от ДДТ требовалось исполнение песен популярных советских композиторов, от чего Шевчук отказался. Также ходят слухи, что начальство испугалось схожести голоса Шевчука с Владимиром Высоцким и решило перестраховаться.
«Не стреляй!» несёт в себе большой эмоциональный и энергетический заряд, являясь своеобразным миротворческим посланием от ДДТ. Впоследствии Шевчук несколько раз посещал с концертами и благотворительными миссиями «горячие точки» Чечни, Таджикистана, Югославии, Афганистана, Южной Осетии. В одном из интервью музыкант сказал, что, «помотавшись по горячим точкам, абсолютно раненный злом и ненавистью войны», он вышел на новый уровень понимания этой песни, и сейчас она стала ему гораздо дороже.

«…на войне я увидел ужас, кошмар и разложение личности. Первое, что война убивает, — это личность».— Юрий Шевчук
По мнению Артемия Троицкого, довольно странно, что русский рок почти не отреагировал на войну в Афганистане. Едва ли не единственная, написанная по горячим следам песня того периода, — «Не стреляй!» группы «ДДТ».
Композицию изначально планировалось использовать в сцене из фильма «Брат 2», где Данила Багров расстреливал чикагский клуб, однако, Шевчук отказался от участия в картине, которую счёл «чудовищной, ужасной, отвратительной и националистической». В конечном варианте, использовалась песня «Полковнику никто не пишет» группы «Би-2» (в кадрах фильма всё равно можно увидеть плакаты с ДДТ, подготовленные заранее для съёмок).
Песня дала название серии концертов ДДТ в 2008 году, посвящённых жертвам локальных войн последних десятилетий. Часть собранных от выступления средств была направлена жертвам войны в Грузии.
В интервью 2010 года Шевчук сообщил, что первый куплет был написан в соавторстве с художником Александром Спиридоновым, который просил не указывать его в качестве автора.